# Andre Thysse
Andre Thysse (født 24. marts 1969 i Germiston, Gauteng, Sydafrika, død 22. juli 2021) var en sydafrikansk professionel bokser i supermellemvægt/let-sværvægtsklassen. Han vandt 20 kampe (med 12 KO's), tabte 8 og 0 uafgjorte.
Han har bokset mod kendte boksere som tyske Markus Beyer og danske Mikkel Kessler.
Hans seneste kamp var mod Emmanuel Duma den 29. september i Thysses hjemby hvor han vandt kampen på KO i 5. runde.